# Ronald Falkoski
Ronald Cardoso Falkoski (Santo Antônio da Patrulha, 11 febbraio 2003) è un calciatore brasiliano, centrocampista del Grêmio.

## Carriera

### Club
Falkoski ha iniziato a giocare a calcio nel settore giovanile Grêmio, dove è approdato all'età di sette anni nel 2010. L'8 giugno 2021 ha firmato il suo primo contratto professionistico con il club brasiliano, valido fino al 2025.
Il 29 aprile 2023 è stato promosso ufficialmente in prima squadra. Ha debuttato il 23 luglio dello stesso anno in occasione dell'incontro di Série A vinto 1-0 contro l'Atlético Mineiro.

### Nazionale
Nel dicembre del 2022 è stato incluso nella rosa brasiliana partecipante al campionato sudamericano Under-20 del 2023, tenutosi in Colombia. Il 23 febbraio si è laureato campione grazie alla vittoria per 2-0 sull'Uruguay. Successivamente ha preso parte anche al campionato mondiale tenutosi in Argentina.

## Statistiche

### Presenze e reti nei club
Statistiche aggiornate al 30 settembre 2023.
| Stagione        | Squadra         | Campionato      | Campionato | Campionato | Coppe nazionali | Coppe nazionali | Coppe nazionali | Coppe continentali | Coppe continentali | Coppe continentali | Altre coppe | Altre coppe | Altre coppe | Totale | Totale | Totale |
| Stagione        | Squadra         | Comp            | Pres       | Reti       | Comp            | Pres            | Reti            | Comp               | Pres               | Reti               | Comp        | Pres        | Reti        | Pres   | Reti   |        |
| --------------- | --------------- | --------------- | ---------- | ---------- | --------------- | --------------- | --------------- | ------------------ | ------------------ | ------------------ | ----------- | ----------- | ----------- | ------ | ------ | ------ |
| 2023            | Grêmio          | PD/RS+A         | 0+6        | 0+1        | CB              | 0               | 0               |                    | -                  | -                  |             | -           | -           | 6      | 1      |        |
| Totale carriera | Totale carriera | Totale carriera | 6          | 1          |                 | 0               | 0               |                    | -                  | -                  |             | -           | -           | 6      | 1      |        |

## Palmarès

### Club

#### Competizioni statali
- Campionato Gaúcho: 2

Gremio: 2023, 2024

### Nazionale
- Campionato sudamericano Under-20: 1

Colombia 2023